# Villa Rosario
Villa Rosario es un corregimiento del distrito de Capira en la provincia de Panamá Oeste, República de Panamá. Tiene una población de 4.496 habitantes (2010).